# Italia Democratica
Italia Democratica (ID) è stato un partito politico fondato a Milano il 1º dicembre 1994.

## Storia

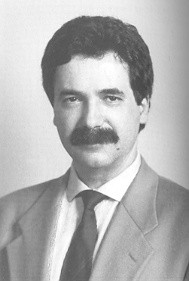
Nando dalla Chiesa nel 1992

Fondatore, leader e coordinatore nazionale di Italia Democratica fu Nando dalla Chiesa che con altri era fuoriuscito nei mesi precedenti da La Rete di Leoluca Orlando. Tra i suoi promotori vi fu anche Claudio Fava.
Dalla Chiesa sognava un nuovo partito progressista e infatti Italia Democratica fu tra i primi sostenitori de L'Ulivo di Romano Prodi.
Il 23 giugno 1995 viene presentato il simbolo di ID.
Per le elezioni politiche del 1996 presenta propri candidati nelle liste della Federazione dei Verdi, riuscendo ad eleggere deputato il suo coordinatore nazionale Nando Dalla Chiesa.
In questo periodo ID ha consiglieri comunali in Lombardia, Veneto e Sicilia.
Il 26 ottobre 1997 partecipa alle prime elezioni del cosiddetto Parlamento Padano in chiave antisecessionista con la lista Cittadini del Nord per un'Italia Democratica.
Il 23 ottobre 1998, giorno in cui il governo D'Alema I si presenta alla Camera per la fiducia, Dalla Chiesa esprime la sua astensione. Dichiara: «Il decisivo ingresso nella nuova maggioranza del partito del senatore Francesco Cossiga evoca alla mia memoria persone, fatti e circostanze che hanno inciso in misura profondissima sulla mia identità e sulla mia vita», alludendo a responsabilità politiche avute dal senatore nella vicenda del padre, il 3 settembre 1982, allora prefetto di Palermo.
Nel gennaio 1999 dalla Chiesa e Italia Democratica si federano coi Verdi. Proprio a Milano i Verdi assumono la denominazione di «Verdi Democratici». In virtù di tale accordo, dalla Chiesa in giugno si candida alle elezioni europee nelle liste del Sole che Ride, ma non viene eletto né al Nord-Ovest con 7.286 preferenze, né al Centro con 4.340 preferenze
Nel marzo 1999 Dalla Chiesa fa una sorta di bilancio di circa quattro anni di attività di ID su la Repubblica: «Italia democratica ha offerto in molte città convegni e seminari, ha organizzato pubbliche manifestazioni (la prima manifestazione nazionale contro la secessione, sul ponte di Piacenza nel settembre '96); ha prodotto pubblicazioni e battaglie di opinione. Ha anche prodotto un foglio mensile di analisi sulla criminalità organizzata al Nord: un servizio specialistico che lo Stato pagherebbe profumatamente se lo affidasse a staff di consulenti».
Il 2 luglio 1999 Nando Dalla Chiesa sul Corriere della Sera si dichiara «disposto a proporre da subito a Italia democratica di trasformarsi in un movimento culturale se questo significherà partecipare a un nuovo grande soggetto articolato per aree, per identità, per centri studi e riviste; e tuttavia unitario».
Tra il novembre 1999 e il febbraio 2000 viene approvata la svolta per la creazione di un «movimento civile-politico nazionale, trasversale all'area dell'Ulivo ed estraneo alle competizioni elettorali». Di fatto è la confluenza del movimento ne I Democratici, dove Nando Dalla Chiesa sarà prima responsabile del dipartimento sicurezza e poi coordinatore regionale della Lombardia.
Il 26 maggio 2000 col passaggio di Nando Dalla Chiesa con I Democratici di Arturo Parisi, dei quali sarà coordinatore lombardo viene così sancita la fine di ID come partito autonomo.

## Congressi nazionali
- I Congresso - Milano, 3-4 febbraio 1996 - Chi fa centro, sbaglia
- II Congresso - Milano, 23-24 gennaio 1999